# Seebeckeffekt
Seebeckeffekt, termoelektrisk effekt, består i att en elektromotorisk kraft uppstår i en sluten krets, bestående av två eller flera hoplödda trådar av olika metaller, när lödställena har olika temperatur. 
Upptäckt av tysken Thomas Seebeck